# قصور القلب الانبساطي
العجز الانبساطي (بالإنجليزية: diastolic dysfunction) أو قصور القلب الانبساطي (بالإنجليزية: Diastolic heart failure) هو انخفاض في أداء بطين واحد (غالبا ما يكون البطين الأيسر) أو البطينين (الأيمن والأيسر) أثناء الانبساط. إذا كان المرض يعاني من عجز انبساطي وتظهر عليه أعراض فإن هنالك سبب مرضي له.
يمكن الكشف عن العجز الانبساطي بواسطة تخطيط صدى القلب الدوبلري.
يجب التفريق بينه وبين قصور القلب مع المحافظة على الجزء المقذوف.

## الأسباب
من أهم أسباب قصور انبساط البطين الأيسر:
- الإصابة فرط ضغط الدم لفترة طويلة.
- السكري
- تضيق الصمام الأبهري
- كبار السن

أما أسباب قصور انبساط البطين الأيمن:
- التهاب التأمور المضيق
- اعتلال عضلة القلب المقيد، ويشمل الداء النشواني والغرناوية والتليف.